# Highway 61 Revisited
Highway 61 Revisited ist das sechste Studioalbum des US-amerikanischen Musikers Bob Dylan. Es erschien am 30. August 1965 auf dem Plattenlabel Columbia Records und wurde zunächst von Tom Wilson, später von Bob Johnston produziert.
Das Album zählt zu den zehn wichtigsten Rock-Alben der Musikgeschichte und bedeutete für Dylan, der bis dahin hauptsächlich akustische Musik aufgenommen hatte, den Abschluss der Wandlung vom Folk-Sänger zum Rock-Star. Der Singer-Songwriter befand sich in dieser Zeit auf dem ersten kreativen Höhepunkt seiner Karriere und Dylan kombinierte bluesbasierte Musik mit der Subtilität der Poesie um Songs zu schaffen, die das politische und Chaos der 1960er Jahre einfingen.
Auf Highway 61 Revisited ist der von der Musikzeitschrift Rolling Stone 2004 als bester Song aller Zeiten ausgezeichnete Titel Like a Rolling Stone enthalten. Das Album selbst wurde vom Magazin auf seiner Liste der 500 besten Alben aller Zeiten auf den vierten Platz gewählt. Musikkritiker und Fans sind sich uneins, ob Highway 61 Revisited oder der Nachfolger Blonde on Blonde den Höhepunkt in Dylans Diskografie der 1960er Jahre darstellt.

## Entstehung
Dylan benannte das Album nach dem U.S. Highway 61, der seine Geburtsstadt Duluth mit den wichtigen Bluesmetropolen des Südens, wie St. Louis, Memphis oder New Orleans verbindet. Der Highway 61 erstreckte sich damals an den Geburtsorten wichtiger und berühmter Blues-Musiker, wie etwa Muddy Waters, Son House, Charley Patton und auch Elvis Presley, der in den 1950er Jahren bei Sun Records in Memphis an der Entstehung des Rock ’n’ Roll maßgeblich beteiligt war. All diese Musiker hatten einen großen musikalischen Einfluss auf Dylan.
Auch der Highway 61 selbst sammelte viele Mythen und Legenden um sich. In seiner Biografie Chronicles: Volume One berichtet Dylan, dass er eine Art „Verwandtschaftsgefühl“ zu der Straße hatte. Die Kaiserin des Blues, Bessie Smith, war auf dem Highway 61 tödlich verunglückt und von Robert Johnson hieß es, er habe an der Kreuzung, wo sich Highway 61 und Highway 49 treffen, dem Teufel seine Seele verkauft, um ein besserer Gitarrist zu werden. Dieser Teufelspakt sei auch der Grund für Johnsons frühen Tod im Alter von erst 27 Jahren.
Dylan vereinte auf Highway 61 Revisited die musikalischen Einflüsse, die auf dem U.S. Highway 61 über Jahrzehnte hinweg gewandert waren – vom frühen Blues bis hin zu zeitgenössischem Rock ’n’ Roll; Dylan hatte sich bereits bei seinem vorangegangenen Album Bringing It All Back Home von der Folkmusik entfernt und der Rockmusik zugewendet. Er verschmolz Blues, Folk und Rock ’n’ Roll zum Folk-Rock; ein Genre, das großen Einfluss auf das Klangbild der 1960er Jahre und der Flower Power haben sollte.
Das Album entstand in verschiedenen Aufnahmeblöcken. Dylan war im Mai 1965 unzufrieden von einer England-Tournee zurückgekommen und hatte wütend und frustriert 20 Seiten voller sarkastischer Verse geschrieben. Er kürzte es schließlich zu einem Song, wodurch schließlich Like a Rolling Stone entstand. Dylan nahm den Song am 15. und 16. Juni in mehreren Versionen unter der Produktion von Tom Wilson auf. Auch It Takes a Lot to Laugh, It Takes a Train to Cry und Sitting on a Barbed Wire Fence entstanden, doch diese Aufnahmen wurden nicht für das Album verwendet und erschienen erst 1991 auf The Bootleg Series Vol. 1–3.
Am 25. Juli hatte Dylan seinen kontrovers diskutierten Auftritt beim Newport Folk Festival, auf dem er und seine Band ausgebuht wurden, als sie begannen, die Stücke elektrisch verstärkt zu spielen. Sie kehrten ins Studio zurück und vom 29. Juli bis 2. August entstanden schließlich die Master-Takes, die auf dem fertigen Album zu hören sein sollten. Die Aufnahmen wurden nun von Bob Johnston geleitet. Einzig und allein Like a Rolling Stone entstand nicht aus diesen Sessions. Neben den Songs für das Album Highway 61 Revisited entstanden auch die beiden Singles Positively 4th Street und Can You Please Crawl Out Your Window.

## Titelliste
LP Seite 1
1. Like a Rolling Stone – 6:09
2. Tombstone Blues – 5:56
3. It Takes a Lot to Laugh, It Takes a Train to Cry – 4:05
4. From a Buick 6 – 3:15
5. Ballad of a Thin Man – 5:56

LP Seite 2
1. Queen Jane Approximately – 5:28
2. Highway 61 Revisited – 3:26
3. Just Like Tom Thumb’s Blues – 5:27
4. Desolation Row – 11:22